# Drava (FFH-Gebiet)
Das FFH-Gebiet Drava liegt im Osten Sloweniens und ist Bestandteil des europäischen Schutzgebietsnetzes Natura 2000.

## Lage
Das rund 8,5 km² ha große Schutzgebiet Drava liegt vollständig in der statistischen Region Podravska.  Es umfasst das gesamte Drau-Tal von Maribor bis zur kroatischen Grenze bei Središče ob Dravi.
Es überschneidet sich damit mit dem südöstlichen Teil des gleichnamigen europäischen Vogelschutzgebietes. In Kroatien wird es vom FFH-Gebiet Dravske akumulacije weitergeführt.

## Beschreibung
Die Drau unterhalb von Maribor ist ein streckenweise stark anthropogen überformter Tiefland-Fluss, der jedoch zahlreichen Tier- und Pflanzenarten als Habitat dient. Er wird teilweise von Auwald begleitet und durch einige Flussinseln gegliedert. Der Fluss wird durch mehrere Staustufen, beispielsweise bei Ptuj und Ormož, aufgestaut. Auf höher gelegenen Flussterrassen befinden sich einige orchideenreiche Magerrasen.

## Schutzzweck

### Lebensraumtypen
Folgende Lebensraumtypen nach Anhang I der FFH-Richtlinie kommen im Gebiet vor:
| EU Code | * | Lebensraumtyp (offizielle Bezeichnung)                                                                                             | Fläche (ha) |
| ------- | - | --- | ----------- |
| 3150    |   | Natürliche eutrophe Seen mit einer Vegetation des Magnopotamions oder Hydrocharitions                                              | 67,4        |
| 3260    |   | Flüsse der planaren bis montanen Stufe mit Vegetation des Ranunculion fluitantis und des Callitricho-Batrachion                    | 293,6       |
| 3270    |   | Flüsse mit Schlammbänken mit Vegetation des Chenopodion rubri p.p. und des Bidention p.p.                                          | 440,2       |
| 6110    | * | Lückige basophile oder Kalk-Pionierrasen (Alysso-Sedion albi)                                                                      | 45,7        |
| 6210    | * | Naturnahe Kalktrockenrasen und deren Verbuschungsstadien (Festuco-Brometalia) (* besondere Bestände mit bemerkenswerten Orchideen) | 31,6        |
| 6430    |   | Feuchte Hochstaudenfluren der planaren und montanen bis alpinen Stufe                                                              | 1823,9      |
| 91E0    | * | Auen-Wälder mit Alnus glutinosa und Fraxinus excelsior (Alno-Padion, Alnion incanae, Salicion albae)                               | 890,1       |
| 91F0    |   | Hartholzauewälder mit Quercus robur, Ulmus laevis, Ulmus minor, Fraxinus excelsior oder Fraxinus angustifolia (Ulmenion minoris)   | 95,8        |

### Arteninventar
Folgende Arten von gemeinschaftlichem Interesse kommen im Gebiet vor:
| Bild                         | EU Code | * | Art                          | wissenschaftlicher Name     | Artengruppe           |
| ---------------------------- | ------- | - | ---------------------------- | --------------------------- | --------------------- |
| Kriechender Sellerie         | 1614    |   | Kriechender Sellerie         | Apium repens                | Pflanzen              |
| Rapfen                       | 1130    |   | Rapfen                       | Aspius aspius               | Fische und Rundmäuler |
| Gelbbauchunke                | 1193    |   | Gelbbauchunke                | Bombina variegata           | Amphibien             |
| Spanische Flagge             | 1078    | * | Spanische Flagge             | Callimorpha quadripunctaria | Schmetterlinge        |
| Grubenlaufkäfer              | 4014    |   | Grubenlaufkäfer              | Carabus variolosus          | Käfer                 |
| Biber                        | 1337    |   | Biber                        | Castor fiber                | Säugetiere            |
| Steinbeißer                  | 1149    |   | Steinbeißer                  | Cobitis taenia              | Fische und Rundmäuler |
| Vogel-Azurjungfer            | 4045    |   | Vogel-Azurjungfer            | Coenagrion ornatum          | Libellen              |
| Groppe                       | 1163    |   | Groppe                       | Cottus gobio                | Fische und Rundmäuler |
| Scharlachroter Plattkäfer    | 1086    |   | Scharlachroter Plattkäfer    | Cucujus cinnaberinus        | Käfer                 |
| Europäische Sumpfschildkröte | 1220    |   | Europäische Sumpfschildkröte | Emys orbicularis            | Reptilien             |
| Weißflossen-Gründling        | 1124    |   | Weißflossen-Gründling        | Gobio albipinnatus          | Fische und Rundmäuler |
| Steingreßling                | 1122    |   | Steingreßling                | Gobio uranoscopus           | Fische und Rundmäuler |
|                              | 2555    |   | Donaukaulbarsch              | Gymnocephalus baloni        | Fische und Rundmäuler |
| Fischotter                   | 1355    |   | Fischotter                   | Lutra lutra                 | Säugetiere            |
| Wimperfledermaus             | 1321    |   | Wimperfledermaus             | Myotis emarginatus          | Säugetiere            |
| Grüne Flussjungfer           | 1037    |   | Grüne Flussjungfer           | Ophigomphus cecilia         | Libellen              |
| Große Hufeisennase           | 1304    |   | Große Hufeisennase           | Rhinolophus ferrumequinum   | Säugetiere            |
| Bitterling                   | 1134    |   | Bitterling                   | Rhodeus sericeus amarus     | Fische und Rundmäuler |
| Alpen-Kammmolch              | 1167    |   | Alpen-Kammmolch              | Triturus carnifex           | Amphibien             |
| Europäischer Hundsfisch      | 2011    |   | Europäischer Hundsfisch      | Umbra krameri               | Fische und Rundmäuler |
| Streber                      | 1160    |   | Streber                      | Zingel streber              | Fische und Rundmäuler |